# McDonald Chapel
McDonald Chapel – jednostka osadnicza w Stanach Zjednoczonych, w stanie Alabama, w hrabstwie Jefferson.